# Urubu do Pix
Urubu do Pix, também podendo ser conhecido como Pássaro do Pix, é uma imagem brasileira que ganhou notoriedade devido ao seu massivo compartilhamento em rede sociais como o Facebook, WhatsApp e alguns registros no Instagram e TikTok, sendo utilizada originalmente para a aplicação de golpes financeiros.

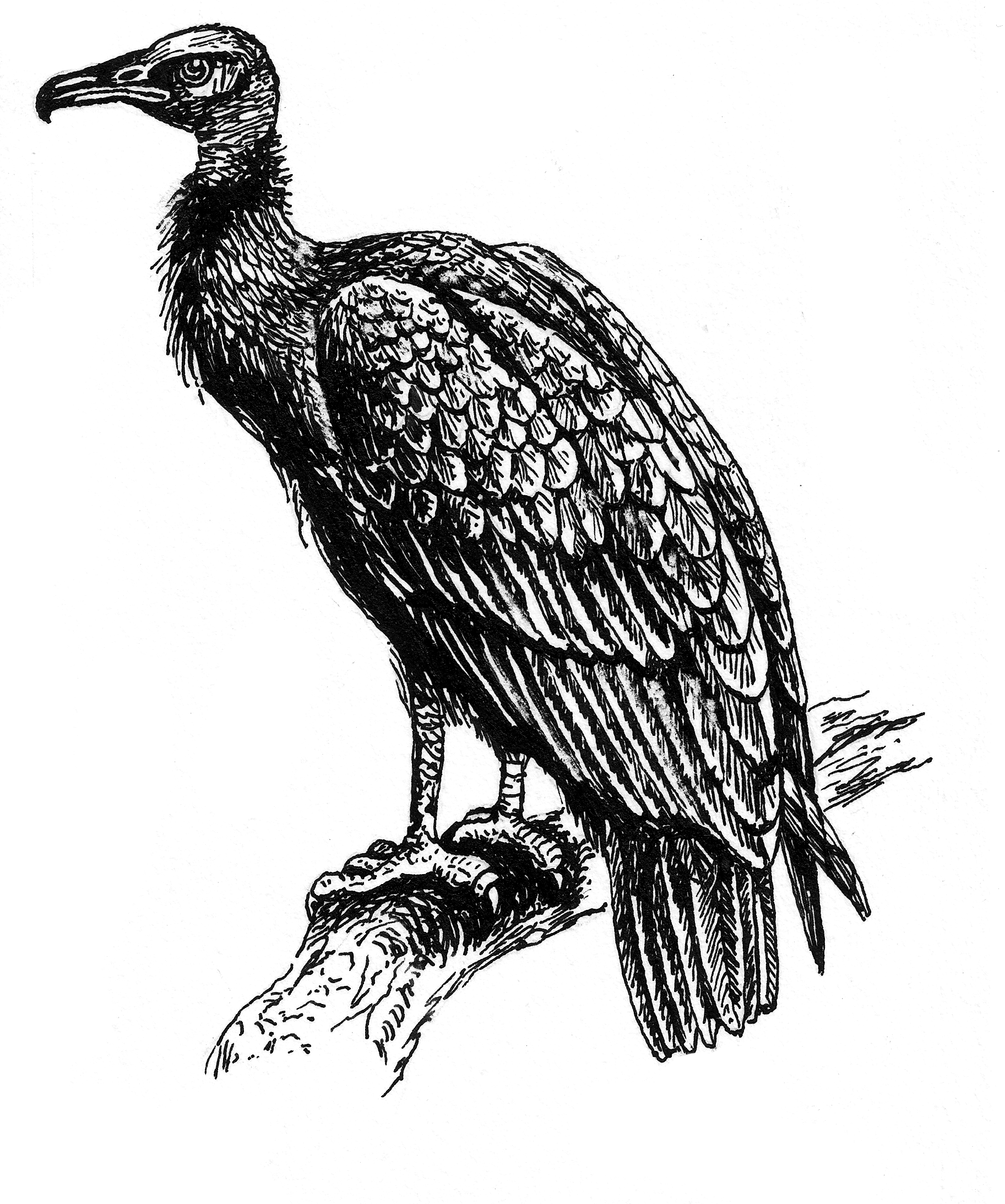
A figura de um urubu, ave que dá nome à imagem e ao golpe financeiro

Não se sabe afirmar com precisão sobre quando exatamente a imagem foi criada, mas se sabe que começou a ser fortemente difundida no período do grande advento do serviço de pagamento Pix em território nacional, principalmente no ano de 2022.
A imagem em questão, vinda normalmente com um texto fazendo propaganda, continha a figura de um urubu, e ao seu lado tinha uma tabela de comércio (descrita na imagem como "tabela trading") que informava números de retorno exageradamente altos para seus investidores, sendo estimado em até dez vezes que o valor original do suposto investimento.
Devido a alguns fatores, como a própria natureza duvidosa da imagem junto ao número irreal de seu retorno, a própria qualidade da imagem, onde muitas vezes tinham resoluções muito baixas e a aparição de um inusitado urubu como "mascote", fizeram com que a imagem entrasse para cultura de memes brasileiros.